# Adda (Pad)
Rijeka Adda ˙(lat. Abdua ili Addua) je rijeka na sjeveru Italije. 
Rijeka izvira u Alpama u blizini granice sa Švicarskom, protječe kroz jezero Como, te se nedaleko od grada Cremona ulijeva u rijeku Pad.
Na rijeci se nalazi gradovi Bormio, Sondrio, Bellagio, Lecco i Lodi.
Godine 1377.g. preko rijeke je izgrađen most Trezzo sull'Adda, koji je bio most s najdužim lukom (72m) izgrađenim prije uvođenja metala u gradnju mostova.

## Vanjske poveznice
|  | Zajednički poslužitelj ima još gradiva o temi Adda (Pad) |